# Ernst Frederik Christian Bojesen
 Ikke at forveksle med Ernst Bojesen.
Ernst Frederik Christian Bojesen (født 21. marts 1803 i København, død 16. december 1864 i Mentona) var en dansk filolog og skolemand. Han var søn af etatsråd, postdirektør Rasmus Brun Bojesen (1774–1840) og Antoinette Brigite, født Gianelli (1772–1823). 
Bojesen blev 1820 student fra Borgerdydskolen i København, tog 1824 teologisk attestats, men virkede samtidig som lærer i de gamle sprog ved Borgerdydskolen (til hvis rektor, Michael Nielsen, han var nøje knyttet) og bestemte sig efter nogen vaklen endelig for denne virksomhed. Interesse for musik bragte ham i forbindelse med Kuhlau; i madam Wexschalls hus kom han meget og knyttedes derved atter til Heibergs; sammesteds lærte han sin senere hustru, Frederikke Lovise Brennøe, at kende. Også Madvig og Poul Martin Møller regnede han mellem sine venner. I 1833 tog han magistergraden, 1836 doktorgraden, begge gange med afhandlinger om græsk musik. I 1840 ansattes han i Wilsters plads som lektor ved Sorø Akademi; 1843 blev han rektor ved den nyoprettede latinskole sammesteds og beklædte denne post til 1863, da han på grund af sygdom søgte det mindre anstrengende rektorat i Roskilde, som han dog kun beklædte et år inden sin død. Hans selvstændige arbejder, der mest udkom i programmer fra Sorø, drejer sig næsten alle om Aristoteles (Om Aristoteles' Statslære, 1853; Om 8. og 9. Bog af den Nikomacheiske Ethik med en Oversættelse, 1858 ff. og andre). Desuden har han udgivet Haandbog i de romerske Antiquiteter (1839) (væsentlig på grundlag af Madvigs forelæsninger) og Haandbog i de græske Antiquiteter (1841) samt Kortfattet dansk Sproglære (21. oplag 1890). Som lærer var Bojesen udmærket ved klar og præcis fremstilling, som bestyrer vistnok mere agtet end afholdt.